# Symphony Communication
 (avril 2022).
La mise en forme du texte ne suit pas les recommandations de Wikipédia : il faut le « wikifier ».
Les points d'amélioration suivants sont les cas les plus fréquents. Le détail des points à revoir est peut-être précisé sur la page de discussion.
- Les titres sont pré-formatés par le logiciel. Ils ne sont ni en capitales, ni en gras.
- Le texte ne doit pas être écrit en capitales (les noms de famille non plus), ni en gras, ni en italique, ni en « petit »…
- Le gras n'est utilisé que pour surligner le titre de l'article dans l'introduction, une seule fois.
- L'italique est rarement utilisé : mots en langue étrangère, titres d'œuvres, noms de bateaux, etc.
- Les citations ne sont pas en italique mais en corps de texte normal. Elles sont entourées par des guillemets français : « et ».
- Les listes à puces sont à éviter, des paragraphes rédigés étant largement préférés. Les tableaux sont à réserver à la présentation de données structurées (résultats, etc.).
- Les appels de note de bas de page (petits chiffres en exposant, introduits par l'outil «  Source ») sont à placer entre la fin de phrase et le point final[comme ça].
- Les liens internes (vers d'autres articles de Wikipédia) sont à choisir avec parcimonie. Créez des liens vers des articles approfondissant le sujet. Les termes génériques sans rapport avec le sujet sont à éviter, ainsi que les répétitions de liens vers un même terme.
- Les liens externes sont à placer uniquement dans une section « Liens externes », à la fin de l'article. Ces liens sont à choisir avec parcimonie suivant les règles définies. Si un lien sert de source à l'article, son insertion dans le texte est à faire par les notes de bas de page.
- La présentation des références doit suivre les conventions bibliographiques. Il est recommandé d'utiliser les modèles {{Ouvrage}}, {{Chapitre}}, {{Article}}, {{Lien web}} et/ou {{Bibliographie}}. Le mode d'édition visuel peut mettre en forme automatiquement les références.
- Insérer une infobox (cadre d'informations à droite) n'est pas obligatoire pour parachever la mise en page.

Pour une aide détaillée, merci de consulter Aide:Wikification.
Si vous pensez que ces points ont été résolus, vous pouvez retirer ce bandeau et améliorer la mise en forme d'un autre article.
Symphony est un service de messagerie instantanée destiné aux entreprises financières. Il prend en charge le chiffrement, la messagerie de groupe, le partage de contenu riche et les plugins tiers. Symphony est développé par Symphony Communication Services.

## Histoire
La technologie a tout d'abord été conçue par Goldman Sachs comme un système de messagerie interne appelé Live Current. En octobre 2014, Goldman Sachs et 14 autres institutions financières ont créé et investi 66 millions de dollars  dans Symphony Communication Services LLC et acquis Perzo, Inc., une application de communication sécurisée qui fournissait une messagerie chiffrée de bout en bout.
Perzo a été fondé par David Gurlé en 2012 ; il fut ensuite PDG de Symphony de 2014 à 2021. Il a participé au développement des offres de communication chez Skype, Thomson Reuters et Microsoft.
Il a été annoncé en 2019 que Symphony 2.0, la dernière itération de la plate-forme, serait mise à la disposition des clients en 2020.
Symphony a introduit de nouvelles solutions de portée communautaire en 2020 pour B2B et B2B2C permettant aux clients de tirer parti de Symphony pour leur stratégie omnicanale plus large. Expériences enrichies via Client 2.0, réunions et contrôles d'entreprise plus larges.
En 2021, Symphony est devenue une organisation qui compte près de 500 employés et collaborateurs dans dix villes à travers le monde. 2020 fut une année importante pour l'entreprise, car sa communauté d'utilisateurs est passée à plus d'un demi-million de professionnels collaborant et innovant sur la plateforme Symphony. La compagnie a consolidé sa place en tant que fournisseur d'infrastructures de marchés critiques pour les entreprises de services financiers.
Brad Levy, qui a rejoint la société en juillet 2020 en tant que président et directeur commercial, il a été nommé directeur général en juin 2021 à la suite de l'annonce en mai 2021 de la démission du poste de direction de son ancien fondateur David Gurlé. Avant de rejoindre Symphony, Brad Levy a précédemment travaillé chez Goldman Sachs et IHS Markit.

## Le financement
En septembre 2014, quinze sociétés financières ont investi dans Symphony : Bank of America, BNY Mellon, BlackRock, Citadel, Citi, Crédit suisse, Deutsche Bank, Goldman Sachs, HSBC, Jefferies, JPMorgan, Maverick, Morgan Stanley, Nomura et Wells Fargo.
En octobre 2015, Symphony a annoncé qu'elle avait levé 100 millions de dollars dans le cadre d'un nouveau cycle de financement dirigé par Google, avec des investissements supplémentaires de Lakestar, Natixis, Société générale, UBS Group et le capital-risqueur Merus Capital.
En mai 2017, elle a levé 63 millions de dollars de financement supplémentaire auprès de BNP Paribas ainsi qu'auprès de ses investisseurs existants, portant la valorisation totale de l'entreprise à plus d'un milliard de dollars.
En juin 2019, Symphony a annoncé un tour de financement de 165 millions de dollars avec une valorisation à 1,4 milliard de dollars. Le financement provenait de Standard Chartered, de MUFG Innovation Partners et d'autres investisseurs actuels et nouveaux non nommés. Symphony a levé 460 millions de dollars depuis septembre 2014.
Le dernier cycle de financement de l'entreprise a eu lieu en décembre 2020. Au cours de la série E, la société a levé 50 millions de dollars auprès d'investisseurs actuels.

## Acquisitions
Le 28 novembre 2014, Symphony Communication Services LLC a acquis des actifs technologiques développés par Collaboration Services, le réseau de messagerie ouvert de Markit Ltd. pour un montant non divulgué.
Le 2 août 2021, Symphony Communication Services LLC a acquis la plateforme de cartographie des contreparties StreetLinx.

## Licence
La Symphony Software Foundation a annoncé qu'elle utiliserait la licence Apache 2.0 pour fournir le logiciel en open source. Les contributions seront mises à disposition dans le référentiel GitHub de la fondation.